# Yaa Yaa
Yaa Yaa (sinh ngày 25 tháng 1 năm 1990) là một ca sĩ, nhạc sĩ, nghệ sĩ thu âm và nữ diễn viên người Ghana. Trước nghệ danh hiện tại, cô đã biểu diễn dưới tên đầu tiên của mình, Bertha.

## Tuổi thơ
Bertha Bridget Kankam sinh ra ở Kumasi, thủ phủ của vùng Ashanti với cha mẹ Ghana là một trong năm đứa trẻ. Yaa Yaa sống ở Kumasi cả đời cho đến khi chuyển đến Accra để bắt đầu sự nghiệp trong loạt phim truyền hình thực tế 'Những ngôi sao của tương lai'. Sau khi hoàn thành thành công loạt phim 'Những ngôi sao của tương lai', Yaa Yaa đăng ký học tại Đại học Ghana, Legon trong Trường Nghệ thuật biểu diễn. Cô học chuyên ngành Sân khấu với chuyên ngành Âm nhạc.

## Sự nghiệp âm nhạc
Yaa Yaa bắt đầu sự nghiệp với tư cách là Bertha, thử giọng cho "Những ngôi sao của tương lai" vào năm 2009 với bài hát "Tình yêu vĩ đại nhất của tất cả" của Whitney Houston. Cô và anh trai của mình, Kankam, sau khi cả hai đã thử giọng ở Kumasi, Ghana, đã lọt vào bán kết. Yaa Yaa được chọn là một trong 12 người cuối cùng, nhưng tiếc là anh trai cô không thể thi đấu thêm trong cuộc thi. Cô tiếp tục chiến thắng trong cuộc thi. Yaa Yaa coi chiến thắng là điểm khởi đầu trong sự nghiệp của mình. Một trong những giải thưởng của cô khi giành được 'Ngôi sao của tương lai' là đặc quyền trở thành Đại sứ MTN trong một năm. Nhiệm kỳ của cô với họ đã thành công và MTN tiếp tục gia hạn hợp đồng liên tục trong hai năm tiếp theo sau chiến thắng của cô. Là người tổ chức chương trình truyền hình thực tế, Charter House quản lý Yaa Yaa trong hai năm.
Hai đĩa đơn đầu tiên của cô là 'Am I' có Sarkodie, rồi 'Incredible' được viết bởi Chase. Sau đó, cô tiếp tục với một tính năng trong một bài hát của Okyeame Kwame "Faithful" đã khiến cô nổi tiếng. Sau đó, cô vẫn là một nghệ sĩ độc lập cho đến khi bắt đầu nhãn hiệu riêng của mình, Pyramid Entertainment, nơi cô hiện đang điều hành. Các bài hát khác của cô là "Kae", "Dumb Drum"  và "Koryor".

## Nghệ thuật
Yaa Yaa tự hào về một phạm vi giọng hát đa dạng nhưng ổn định trong các thể loại nhạc Soul, R&B và Highlife. Cô chơi guitar và xylophone. Âm nhạc của Yaa Yaa được viết và hát bằng cả tiếng Anh và Twi. Cô thừa nhận hầu hết các bài hát của mình đều bắt nguồn từ kinh nghiệm cá nhân.

## Ảnh hưởng
Cảm hứng âm nhạc của Yaa Yaa bắt nguồn mạnh mẽ từ những ảnh hưởng của phương Tây. Những ảnh hưởng âm nhạc khác của cô là Anita Baker, Brandy, Sade, Aretha Franklin, Aṣa và Whitney Houston. Cô tìm kiếm các nghệ sĩ có kết cấu giọng nói tương tự với cô và nhìn từ kinh nghiệm của họ để làm giàu cho chính mình.

## Danh sách đĩa hát
| Năm  | Tựa đề                        | Tín dụng sản xuất | Tham chiếu |
| ---- | ----------------------------- | ----------------- | ---------- |
| 2015 | Am I (hợp tác với Sarkodie)   | không             | [ 12 ]     |
| 2016 | Kae                           | không             | [ 13 ]     |
| 2016 | Incredible                    | không             | [ 14 ]     |
| 2016 | Koryor                        | không             | [ 15 ]     |
| 2017 | Dumb Drum                     | Yaa Yaa           | [ 16 ]     |
| 2017 | Life (hợp tác với FanteFante) | không             | [ 17 ]     |

## Phần thưởng và đề cử
| Năm  | Nội dung                  | Giải thưởng | Người nhận / công việc được đề cử | Kết quả | Tham khảo |
| ---- | ------------------------- | --- | --- | ------- | --------- |
| 2016 | Giải thưởng âm nhạc Ghana | Kỷ lục của năm                                                                                                   | Yaa Yaa - Trống câm \|style="background: #FDD; color: black; vertical-align: middle; text-align: center; " class="no table-no2"\|Đề cử | [ 18 ]  |           |
| 2016 | Giải thưởng âm nhạc Ghana | style="background: #FDD; color: black; vertical-align: middle; text-align: center; " class="no table-no2"\|Đề cử | Yaa Yaa - Trống câm \|style="background: #FDD; color: black; vertical-align: middle; text-align: center; " class="no table-no2"\|Đề cử | [ 18 ]  |           |
| 2016 | Giải thưởng âm nhạc Ghana | style="background: #FDD; color: black; vertical-align: middle; text-align: center; " class="no table-no2"\|Đề cử | Yaa Yaa - Trống câm \|style="background: #FDD; color: black; vertical-align: middle; text-align: center; " class="no table-no2"\|Đề cử | [ 18 ]  |           |